# Biên Hòa
Biên Hòaⓘ ist eine Stadt in der Provinz Đồng Nai in Vietnam. Sie liegt ca. 30 km östlich von Ho-Chi-Minh-Stadt. Im Jahr 2022 wurde die Einwohnerzahl auf 1.272.235 geschätzt (Zensus 1989: 273.879). Biên Hòa ist Sitz der Verwaltung der Provinz Đồng Nai.
Al Gore, der 48. Vizepräsident der Vereinigten Staaten von Amerika, war dort im Vietnamkrieg als Journalist tätig.
Seit 1955 befindet sich in Biên Hòa ein Militärflugplatz.

## Söhne und Töchter
- Emmanuel Nguyễn Hồng Sơn (* 1952), römisch-katholischer Bischof

## Weblinks

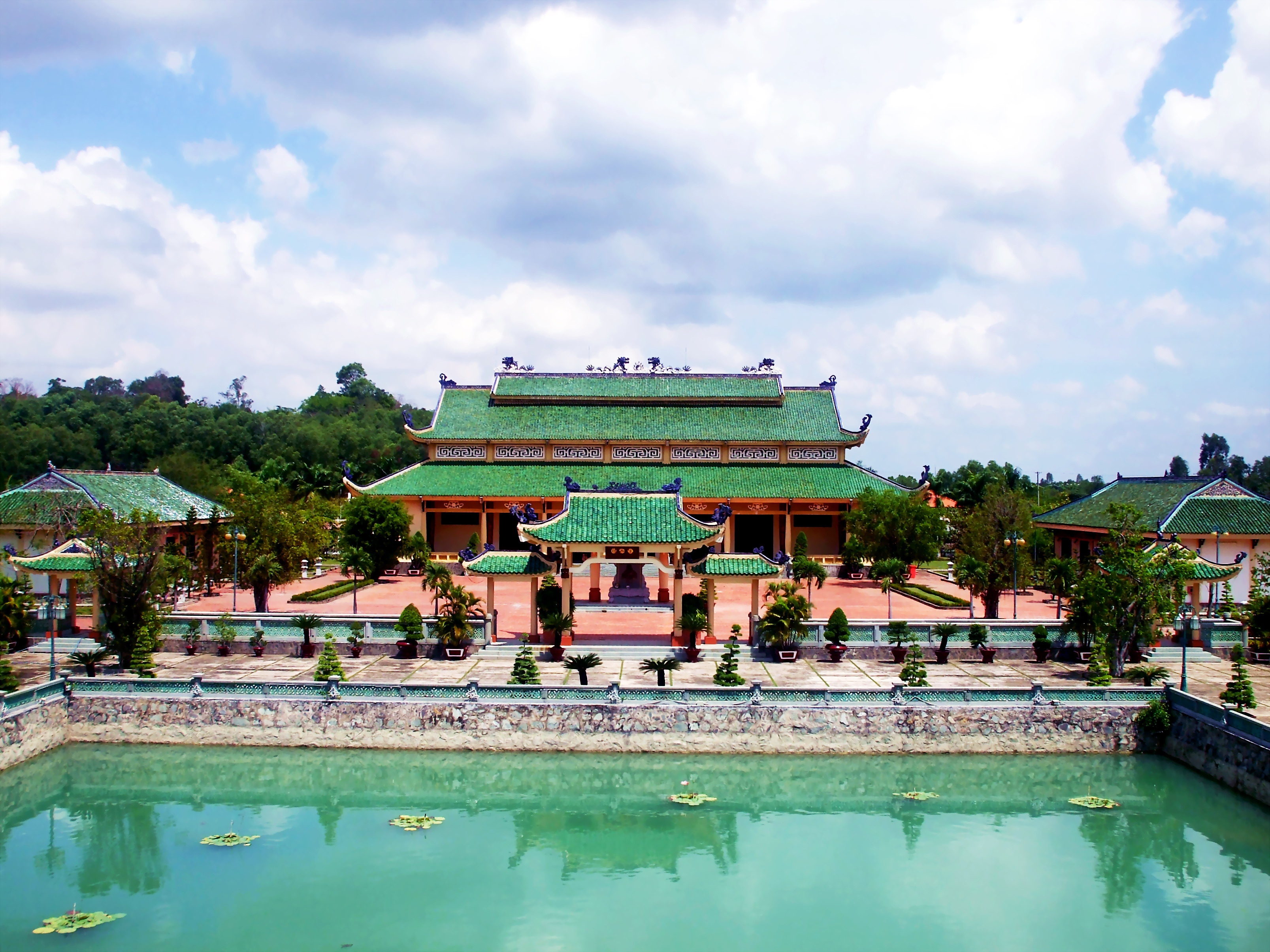
Literaturtempel Trấn Biên